# Ochrim Sudomora
Ochrim Iwanowytsch Sudomora (ukrainisch Охрім Іванович Судомора; * 19. März 1889 in Boryspil; † 13. Oktober 1968 in Kiew) war ein ukrainischer Grafiker und Buchillustrator, Vertreter des Jugendstils in der ukrainischen Buchgrafik.

## Leben und Wirken
Ochrim Sudomora studierte von 1904 bis 1907 in der Ikonenmalerei-Werkstatt des Kiewer Höhlenklosters unter Iwan Jischakewytsch und anschließend bis 1913 an der Kiewer Kunstschule. Nach dem Studium widmete er sich der Buchillustration für ukrainische Verlage, insbesondere der Gestaltung von Kinderbüchern. 1913 entwarf er den ukrainischen Kiosk auf der Allrussischen Ausstellung, in dem Bücher ukrainischer Verlage präsentiert wurden. Sudomora war Mitglied der künstlerisch-ethnografischen Kommission des Ukrainischen Klubs unter der Leitung von Mykola Lyssenko. Während der Zeit der Ukrainischen Volksrepublik arbeitete er für Verlage Tschas, Dniprosojus, Dsiwn, Rukh, und Wernyhora. Zudem entwarf er als Künstler der Ukrainischen Volksrepublik Muster für ukrainische Wappen sowie Militäruniformen der Hetman-Armee. 
1919 erschien in Prag das von Sudomora illustrierte Märchen Der Krieg der Pilze gegen die Käfer für den Kiewer Verlag Tschas und wurde zu einem seiner bekanntesten Werke im Bereich der Kinderliteratur. Ab 1924 war der Künstler in Verlagen in Charkiw und Kiew tätig. Zu seinen Arbeiten gehören unter anderem Illustrationen für das Buch Selbst der Herr von Borys Hrintschenko (1924), das Kobsar von Taras Schewtschenko (1925, 1927, 1928, 1930) und das Buch Säe, wachse, Roggen, Weizen von Ostap Wyschnja (1929). Sudomora illustrierte auch die 1933 veröffentlichte Fibel für Schulen für taubstumme Kinder. Seine Illustrationen zeichnen sich durch Dekorativität und die Kombination ukrainischer folkloristischer Elemente mit dem Jugendstil aus, was im Widerspruch zum Sozialistischen Realismus stand.
1941 war der Künstler im von deutschen Truppen besetzten Charkiw und nahm, um der Hungersnot zu entgehen, eine Stelle in der Redaktion der Zeitung Nowe Ukrajinske Slowо, wo er für Karikaturen und Plakate verantwortlich war. 1943 zog er nach Lwiw und illustrierte dort für das Ukrainische Verlagswesen die Zeitschrift Mali Druzi sowie Kinderbücher. Nach Kriegsende kehrte er nach Charkiw zurück und arbeitete in Verlagen der Ukrainischen SSR.
1949 wurde der 60-jährige Künstler wegen einer Zeichnung, die Josef Stalin mit blutverschmierten Händen darstellte, zu 25 Jahren Haft verurteilt. Nach seiner Entlassung 1955 ließ sich Sudomora mit seiner Frau und den Kindern Jurij und Kateryna im Kiewer Stadtteil Podil nieder.
Ochrim Sudomora verstarb am 13. Oktober 1969 in Kiew.
Erst 25 Jahre nach seinem Tod erhielt sein Sohn Dokumente zur Rehabilitierung seines Vaters.